# Rolf-Göran Bengtsson
Rolf-Göran Bengtsson (n. 2 iunie 1962, Lund, Malmöhus⁠(d), Suedia) este un sportiv ce a reprezentat Suedia, medaliat olimpic. A participat la 5 ediții ale Jocurilor Olimpice (1996, 2004, 2008, 2012, 2016) în care a câștigat două medalii de argint.